# 여신의 카페테라스
《여신의 카페테라스》(일본어: 女神のカフェテラス 메가미노 카훼테라스[*])는 세오 코지가 쓰고 그린 일본 만화다. 고단샤의 주간 소년 매거진에 2021년 12호부터 연재되었다. 데즈카 프로덕션이 각색한 애니메이션 TV 시리즈는 2023년 4월부터 6월까지 방영되었다. 시즌 2는 2024년 7월 4일에 방영될 예정이다.

## 구성
이 시리즈는 가나가와현 미우라를 배경으로 고등학교 때 도쿄로 이사한 고아 카스카베 하야토의 이야기를 그린다. 도쿄대학 시험에 합격한 후, 할머니의 사망 소식을 듣고 미우라로 돌아온 그는 고군분투하는 할머니의 카페 '카페 테라스 파밀리아'를 닫으려고 한다. 그곳에서 그는 카페에서 일하며 할머니의 보살핌을 받으며 살고 있던 다섯 명의 여성을 발견한다. 그들의 고군분투를 보고 할머니와의 유대감을 알게 된 그는 사업을 위해 카페를 다시 열기로 결정한다.